# Armée d’Italie

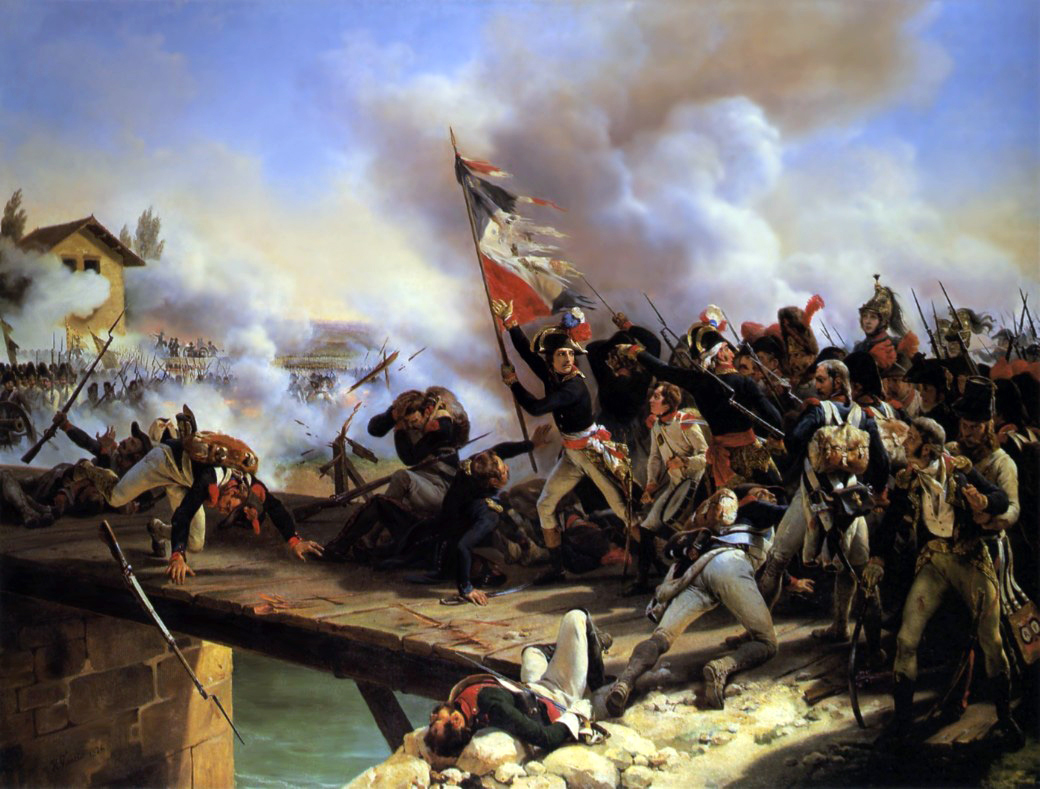
Napoléon Bonaparte, Général en chef der Armée d'Italie, auf der Brücke bei Arcole.

Die Armée d’Italie war eine Armee der Ersten Französischen Republik, die am 1. November 1792 entstand, als die aus der Armée du Midi gebildete „Armée des Alpes“ in die „Armée de Savoie“ und die „Armée d’Italie“ geteilt wurde.
Das Operationsgebiet beschränkte sich zunächst auf die Küste und das Gebiet der Alpes-Maritimes, bis Napoleon Bonaparte das Kommando übernahm und sie in zwei bemerkenswerten Feldzügen nach Italien führte.

## Aufstellung und Entwicklung
- Am 1. November 1792 wurde die „Armée d’Italie“ auf Anordnung des „Conseil exécutif provisoire“ aus Teilen des rechten Flügels der von Général Anne-Pierre de Montesquiou-Fézensac kommandierten „Armée des Alpes“ (gelegentlich auch „Armée du Var“) genannt, aufgestellt. Mit dem Oberkommando wurde Général Jacques Bernard d’Anselme betraut. Diese Verfügung, die d’Anselme zu einem de facto selbständigen Truppemkommandanten machte, trat jedoch erst am 7. November in Kraft.
- Am 4. September 1793 musste die Armee Truppenteile an die „Armée devant Toulon“ angeben, die zur Belagerung der von den Royalisten und Engländern besetzt gehaltenen Stadt Toulon aufgestellt worden war. Nach der Einnahme der Stadt wurde die „Armée devant Toulon“ mit den Verfügungen vom 25. und 28. Dezember 1793 (5 et 8 nivôse an II des Revolutionskalenders) wieder aufgelöst, die abgetretenen Truppenteile kamen zur „Armée d’Italie“ zurück.
- Im September 1795 wurde sie durch vier Divisionen mit zusammen 16.000 Soldaten verstärkt, die von der „Armée des Pyrénées orientales“ abgezogen worden waren. Die Armee bestand nunmehr zum größten Teil aus Freiwilligenbataillonen des Midi.
- Mit Verfügung vom 3. Februar 1798 (15 pluviose an VI) wurden Teile zur Aufstellung der „Armée de Rome“ abgegeben.
- Mit Verfügung vom 5. Juli 1799 (17 messidor an VII) – durchzuführen am 21. Juli 1799 – wurden Teile der Armee zur Aufstellung der „Armée des Alpes“ abgegeben.
- Mit Verfügung vom 29. August 1799 (12 fructidor an VII) – durchzuführen am 1. September 1799 – wurde die „Armée des Alpes“ aufgelöst und das Personal und Gerät an die „Armée d’Italie“ zurückgegeben
- Mit Verfügung vom 23. Juni 1800 (4 messidor an VIII) wurden die „Armées de Réserve“ (Reservearmeen) in die „Armée d’Italie“ eingegliedert.

## Auflösung und erste Weiterverwendung
- Mit Verfügung vom 1. Juni 1801 (12 prairial an IX), durchzuführen am 20. Juni 1801, wurde die „Armée d’Italie“ aufgelöst. Sie übernahm nach einer Neuorganisation den Namen „Corps de troupes françaises dans la Cisalpine“ (Französische Truppenkörper in Cisalpine).
- Am 14. Februar 1802 erfolgte die Umbenennung in „Troupes françaises dans la République italienne“ (Französische Truppen in der italienischen Republik)
- Mit Verfügung vom 27. Februar 1802 (8 ventôse an X), durchzuführen am 22. März 1802 wurde die Armee in den Friedensstand gesetzt und auf 25.000 Mann reduziert.

## Kommandanten
- 7. November bis 25. Dezember 1792: Général Jacques Bernard d’Anselme. Offiziell wurde ihm allerdings niemals der Posten eines Armeekommandanten verliehen, ebenso wurde er nicht zum Général d’armée befördert.
- 26. Dezember 1792 bis 9. Februar 1793, par intérim: Maréchal de camp Gaspard Jean-Baptiste de Brunet
- 10. Februar bis 4. Mai 1793: Général Armand-Louis de Gontaut, duc de Biron
- 5. Mai bis 8. August 1793: Général Brunet; am 2. Juni Général François-Christophe Kellermann unterstellt
- 9. August 1793 bis 20. November 1794: Général Pierre Jadart du Merbion
- 21. November 1794 bis 5. Mai 1795: Général Barthélemy Louis Joseph Schérer
- 6. Mai bis 28. September 1795: Général Kellermann (Kommandant der beiden Armeen „des Alpes“ und „d’Italie“; nach der Vereinigung nur noch „d’Italie“ genannt)
- 29. September 1795 bis 26. März 1796: Général Schérer, demissioniert
- 27. März 1796 bis 16. November 1797: Général Bonaparte
- 17. November bis 21. Dezember 1797, par intérim: Général Charles Édouard Jennings de Kilmaine
- 22. Dezember 1797 bis 3. April 1798: Général Louis-Alexandre Berthier
- 4. April bis 27. Juli 1798: Général Guillaume-Marie-Anne Brune
- 28. Juli bis 18. August 1798, par intérim: Général Paul-Louis Gaultier de Kervéguen
- 19. August bis 31. Oktober 1798: Général Brune
- 1. November 1798 bis 31. Januar 1799: Général Barthélemy-Catherine Joubert (gleichzeitig Kommandant der „Armée de Rome“); vom 11. bis 25. Dezember Général Jean-Victor Moreau.
- 1. Februar bis 6. März: Général Antoine Guillaume Delmas
- 7. bis 11. März 1799, par intérim: Général Gilbert Joseph Martin Bruneteau
- 12. März bis 26. April 1799: Général Schérer (gleichzeitig Oberkommandierender der „Armée de Naples“)
- 27. April bis 4. August 1799: Général Moreau (gleichzeitig Oberkommandierender der „Armée de Naples“)
- 5. bis 15. August 1799: Général Joubert, gefallen in der Schlacht bei Novi
- 15. August bis 20. September 1799: Général Moreau
- 21. September bis 30. Dezember 1799: Général Jean-Étienne Championnet
- 31. Dezember 1799 bis 5. Januar 1800: Général Louis Gabriel Suchet
- 6. bis 15. Januar 1800, par intérim: Général Jean-Antoine Marbot
- 16. Januar bis 16. Juni 1800: Général André Masséna
- 17. bis 24. Juni 1800, par intérim: Général Suchet
- 25. Juni bis 21. August 1800: Général Masséna
- 22. August 1800 bis 7. März 1801: Général Brune
- 8. März bis 27. August 1801, par intérim: Général Bon-Adrien-Jeannot de Moncey

## Feldzüge und Schlachten

### Feldzug in Italien (1796–1797)
→ siehe Italienfeldzug
- Schlacht bei Montenotte
- Schlacht bei Millesimo
- Schlacht bei Dego (der Sieg war der Artillerie unter Napoléon Bonaparte zu verdanken)
- Schlacht bei Mondovi
- Waffenstillstand von Cherasco
- Schlacht bei Fombio
- Schlacht bei Lodi
- Belagerung von Mantua (1796–1797)
- Schlacht bei Lonato (3./4. August 1796)
- Schlacht bei Castiglione
- Gefecht bei Peschiera del Garda
- Gefecht bei Rovereto
- Schlacht bei Bassano
- Schlacht bei Arcole
- Gefecht bei Rivoli
- Gefecht bei Faenza
- Gefecht bei Valvasone
- Expedition nach Tirol
- Osteraufstand in Verona

### Feldzug in Italien (1799–1800)
→ siehe Zweiter Koalitionskrieg
- Schlacht bei Magnano
- Schlacht bei Cassano (1799)
- Schlacht an der Trebbia
- Belagerung von Mantua (1799)
- Schlacht bei Novi
- Schlacht bei Montebello (1800)
- Belagerung von Genua
- Schlacht bei Marengo
- Schlacht bei Pozzolo

## Übernahme der Armee durch den Général Bonaparte
Vor der Kommandoübernahme durch Napoleon Bonaparte war die Armee schlecht verpflegt, kaum besoldet und konnte sich nur durch marodieren am Leben erhalten. Es gab kaum Uniformen und Schuhe. Bei der Ankunft Napoleons (am 27. März 1796) bestand die Truppe aus einem disziplinlosen Haufen. Es wurden royalistische Lieder gesungen und es war eine „Compagnie du Dauphin“ (Kompanie des Kronprinzen) aufgestellt worden. Als erstes verbesserte er im Rahmen des Möglichen die Lebensmittelversorgung und stellte die Disziplin wieder her.
Er bestrafte die Offiziere die mit den Rufen „Vive le roi“ („Es lebe der König“) die Disziplin untergraben hatten, löste das erst am 31. Januar 1795 aufgestellte „13e régiment de hussars“ (13. Husarenregiment) wegen Disziplinlosigkeit und ein weiteres Regiment, das Ende März gemeutert hatte, auf.
Die ersten Siege, die Verbesserung der Verpflegungslage und die wieder aufgenommenen Soldzahlungen erhöhten die Kampfbereitschaft erheblich. Mit Hilfe der „contributions de guerre“ (Kriegskontributionen) die den eroberten Landesteilen und Städten auferlegt wurden, war wieder Geld in die Kriegskasse gekommen.
Über die hohen Ausfälle bis 1797 gibt es nur private Aufzeichnungen aus Briefen und Tagebüchern, da diese offiziell totgeschwiegen wurden.